# Sajóbábony
Sajóbábony är en ort i Ungern.   Den ligger i provinsen Borsod-Abaúj-Zemplén, i den norra delen av landet, 150 km nordost om huvudstaden Budapest. Sajóbábony ligger 162 meter över havet och antalet invånare är 3 113.
Terrängen runt Sajóbábony är platt åt nordost, men åt sydväst är den kuperad. Runt Sajóbábony är det tätbefolkat, med 331 invånare per kvadratkilometer. Närmaste större samhälle är Miskolc, 8,3 km sydost om Sajóbábony. Omgivningarna runt Sajóbábony är en mosaik av jordbruksmark och naturlig växtlighet.